# Machaeropteris histurga
Machaeropteris histurga är en fjärilsart som beskrevs av Edward Meyrick 1915. Machaeropteris histurga ingår i släktet Machaeropteris och familjen äkta malar.
Artens utbredningsområde är Malawi. Inga underarter finns listade i Catalogue of Life.